# Calamus cockburnii
Calamus cockburnii är en enhjärtbladig växtart som beskrevs av John Dransfield. Calamus cockburnii ingår i släktet Calamus och familjen Arecaceae. Inga underarter finns listade i Catalogue of Life.